# 晶体号
晶体号（ 俄语: Кристалл; 英语: Crystal）是和平号空间站的第4个模块，也是第3个与核心舱对接的模块。晶体号和以往的模块一样，是基于77K（TKS）模块设计的，最初的名字叫“量子3号”。

## 介绍
安装在空间站的这个模块最初的设计应该是一个37KS，但这个设计在1983年被取消。6月11日，在机械臂的帮助下，晶体号与量子2号相对应的对接口实现了对接。晶体号由两个密封舱组成：仪器载荷舱和仪表对接舱。晶体号是和平号空间站的第二个径向舱，主要功用是在空间飞行条件下，获得特殊性能的结构材料、电子器件、生物制剂和植物栽培工艺；增强地球资源勘察和天体物理实验的能力，增大了空间站的空间，为长期性载人飞行带来了更加有利的条件。晶体号内有４个半导体炉,在７个月内生产了价值1000万美元的空间材料。

## 位置变动

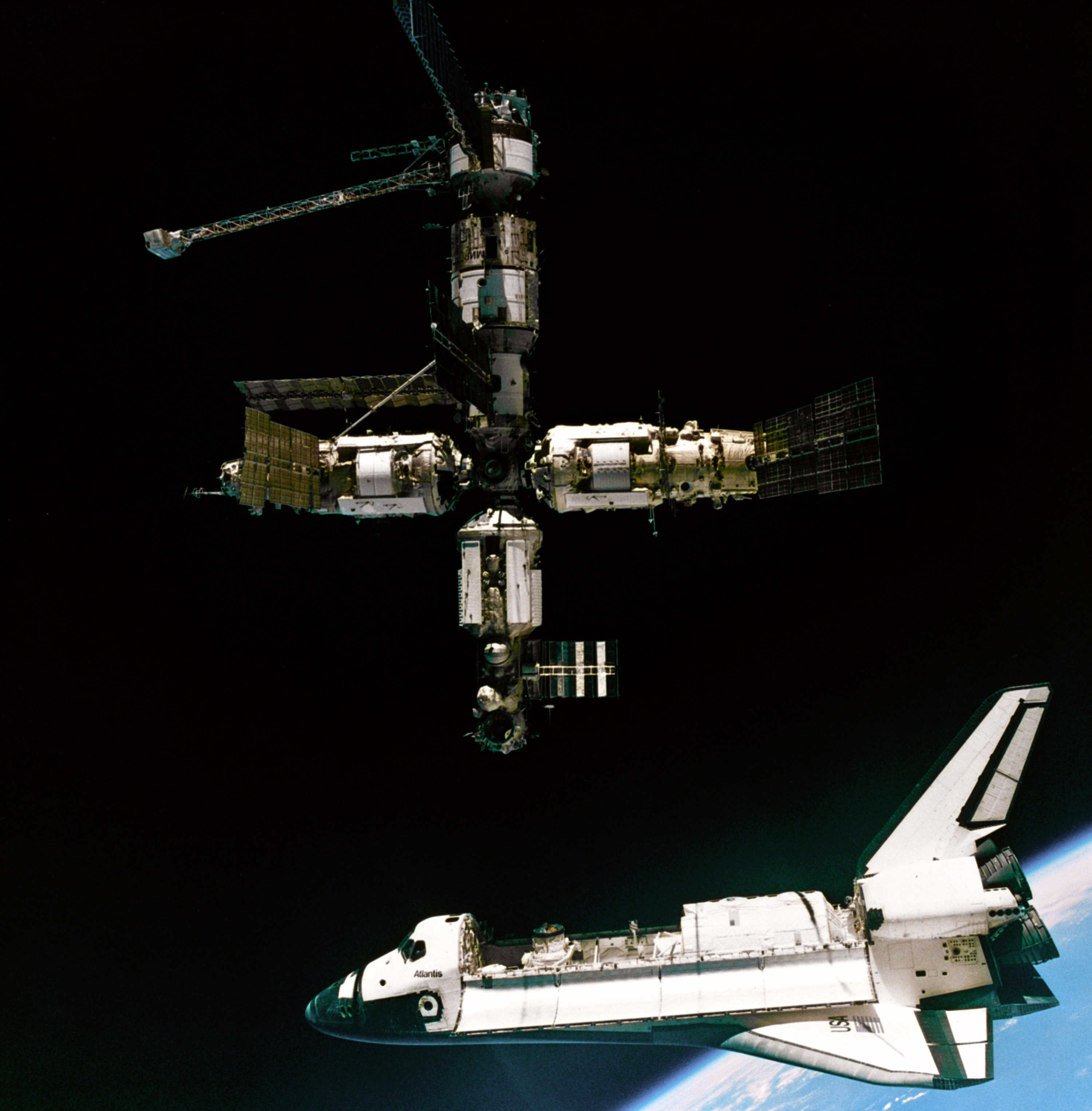
在STS-71任务中，亞特蘭提斯號太空梭与和平号空间站的晶体号实验舱对接。在没有安装对接舱时，晶体号必须移动到-X位置。

安装上对接舱后的对接示意图。自此以后，晶体号的位置一直固定在-Z接口

晶体号装有两个型号为APAS-89的APAS对接口，最初设计与暴風雪太空穿梭機計劃相关，为苏联太空梭和和平号空间站的对接服务。但由于暴风雪计划在1993年取消，晶体号被用于太空梭－和平号计划。1995年5月26日，晶体号被从-Y接口移动到了-X接口。5月30日，又被移动到-Z接口，为光谱号实验舱的对接做准备。6月10日，晶体号被重新移回-X接口，准备与STS-71任务的亚特兰蒂斯号航天飞机对接。1995年7月17日，晶体号被移动到-Z接口，这是晶体号的最后一次移动。1995年11月15日，晶体号与和平号对接舱对接，使太空梭与和平号不再直接通过晶体号对接。